# Zabola község
Zabola község (románul: Comuna Zăbala) község Kovászna megyében, Romániában. Központja Zabola, beosztott falvai Székelypetőfalva, Székelytamásfalva, Szörcse.

## Népessége
A 2011-es népszámlálás adatai alapján a község népessége 4597 fő volt.